# Olga Jegorowa
Olga Jegorowa (ros. Ольга Николаевна Егорова; ur. 28 marca 1972 roku w Nowoczeboksarsku) – rosyjska biegaczka średnio i długodystansowa. Uczestniczka igrzysk olimpijskich w Sydney (2000 – 8. miejsce w biegu na 5000 metrów) oraz Atenach (2004 – 11. lokata na 1500 metrów). Złota medalistka Mistrzostw Świata w Lekkoatletyce z Edmonton w biegu na 5000 m i srebrna Mistrzostw Świata w Lekkoatletyce z Helsinek w biegu na 1500 m, złota medalistka Halowych Mistrzostw Świata w Lekkoatletyce z Lizbony w biegu na 3000 m.
Wielokrotna mistrzyni i rekordzistka kraju na różnych dystansach.
Tydzień przed rozpoczęciem igrzysk olimpijskich w Pekinie Międzynarodowe Stowarzyszenie Federacji Lekkoatletycznych (IAAF) wykluczyło ze startu Olgę Jegorową i sześć innych reprezentantek Rosji (biegaczki - Tatiana Tomaszowa, Julija Fomienko, Swietłana Czerkasowa i Jelena Sobolewa, mistrzyni Europy w rzucie dyskiem Daria Piszczalnikowa oraz była rekordzistka świata w rzucie młotem Gulfija Chanafiejewa) za manipulacje z próbkami przeznaczonymi do badań dopingowych. Wszystkie zawodniczki zostały zawieszone i nie mogły wystartować w Letnich Igrzyskach Olimpijskich 2008.
22 lipca 2009 ogłoszono anulowanie wszystkich rezultatów Jegorowej uzyskanych od 7 kwietnia 2007 oraz dyskwalifikacje zawodniczki do 30 kwietnia 2011. Po zakończeniu dyskwalifikacji Rosjanka nie planuje powrotu do lekkoatletyki.

## Rekordy życiowe
- Bieg na 1500 m – 3:59,47 (2005)
- Bieg na 3000 m – 8:23,26 (2001)
- Bieg na 5000 m – 14:29,32 (2001)
- bieg na 5000 m (hala) – 15:10,63 (2000) rekord Rosji
- bieg na 2000 m z przeszkodami (hala) – 6:09,74 (1996)